# Luigi De Filippis
Pour les articles homonymes, voir De Filippis.
Luigi De Filippis (né le 4 janvier 1922 à Vicaria, un quartier de Naples) est un ancien pilote italien de course automobile, qui courut principalement sur circuit dans l'immédiat après-guerre, sur Maserati.
Il est le frère aîné de Maria Teresa De Filippis, première femme à avoir participé au championnat du monde de Formule 1.